# Певцов, Илларион Николаевич
Илларио́н Никола́евич Певцо́в (25 ноября [7 декабря] 1879, Антополь, Гродненская губерния — 25 октября 1934, Ленинград, СССР) — русский и советский актёр, театральный педагог, народный артист РСФСР (1932).

## Биография

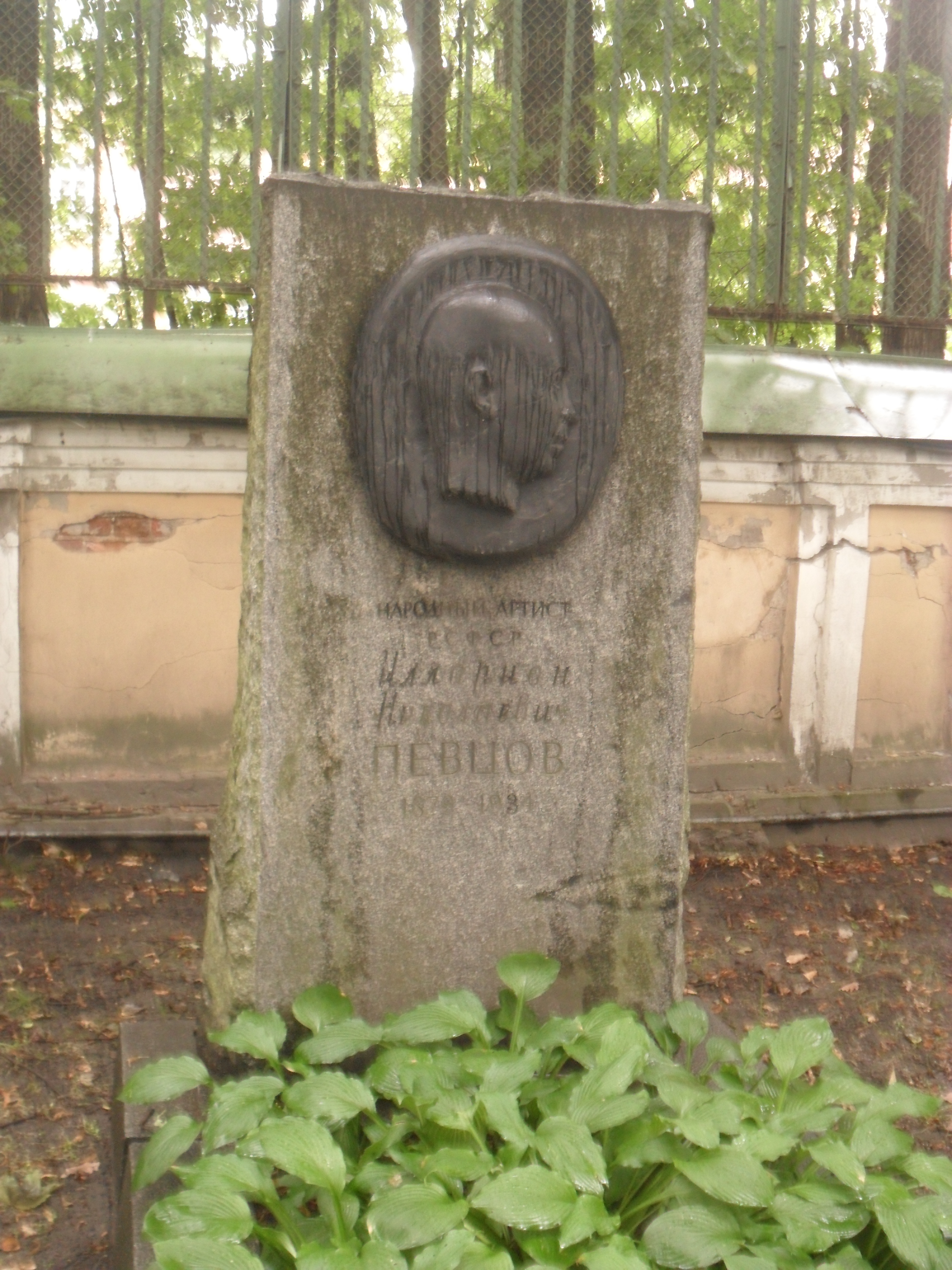
Могила И. Н. Певцова в Некрополе мастеров искусств в Санкт-Петербурге.

Илларион Певцов родился 7 декабря 1879 года в селе Антополь, ныне Брестской области в Белоруссии. Окончил музыкально-драматическое училище Московского филармонического общества (1902).
По воспоминаниям Александры Бруштейн (см. её книгу «Дорога уходит в даль. В рассветный час»), Певцов в жизни заикался мучительно и трудно, при этом казалось, что его недуг практически неизлечим. Однако благодаря постоянным занятиям он мог практически полностью преодолевать эту особенность на сцене, хотя в обыденной жизни ему так и не удалось избавиться от заикания. Бывали у него и срывы — периоды, когда не мог играть из-за невозможности управлять речью.
В 1902—1905 годах — актёр «Товарищества новой драмы» под руководством В. Э. Мейерхольда, в 1905 — Театра-студии на Поварской, в 1905—1913 — театров Костромы, Тифлиса, Харькова, Ростова-на-Дону, Риги, в 1913—1915 — труппы под руководством Н. Н. Синельникова в Харькове. В 1915—1919 годах — актёр Московского драматического театра Суходольских. С успехом дебютировал в 1915 году в роли Побяржина в пьесе Льва Урванцова «Вера Мирцева» («Уголовное дело»), в том же году исполнил заглавную роль в пьесе Л. Н. Андреева «Тот, кто получает пощёчины». В 1920—1922 годах руководил самодеятельным драматическим коллективом в Иваново-Вознесенске. С 1922 по 1925 год — в Московском Художественном театре (МХТ), затем в 1-й студии МХТ (МХАТ 2-й).
С 1925 года и до конца жизни служил в Ленинградском театре драмы имени Пушкина. Играл роли убеждённых и скрытых врагов революции в пьесах советских авторов: Незеласова в пьесе Вс. Иванова «Бронепоезд 14-69» (1927), Севастьянова в комедии «Конец Криворыльска» и Геннадия Дубровина в драме Б. С. Ромашова «Огненный мост» (1929). Среди сыгранных Певцовым ролей положительных героев, строителей нового общества, — Красильщиков («Штиль» В. Г. Билль-Белоцерковского), Путнин («Ярость» Е. Г. Яновского, 1930). В пьесе А. Н. Афиногенова «Страх» (1931) создал убедительный образ профессора Бородина, через сомнения и тревогу принимающего правду Революции. Из других ролей: Неизвестный («Маскарад» М. Ю. Лермонтова), Протасов («Живой труп» Л. Н. Толстого), Крутицкий («Не было ни гроша, да вдруг алтын» А. Н. Островского), консул Берник («Столпы общества» Г. Ибсена).
В феврале 1928 года в связи с 25-летием сценической деятельности Певцову было присвоено звание заслуженного артиста Республики. В 1932 году он был удостоен звания народного артиста РСФСР.
В кино с 1916 года. В фильме братьев Васильевых «Чапаев» (1934) создал запоминающийся образ белогвардейского полковника Бороздина.
Илларион Певцов занимался преподавательской деятельностью, среди его учеников — Виталий Доронин, Рина Зелёная, Борис Бабочкин.
Певцов умер в ночь на 25 октября 1934 года в Ленинграде. Похоронен в некрополе мастеров искусств Александро-Невской лавры.

## Признание и награды
- Народный артист РСФСР (1932)

## Творчество

### Роли в театре
- 1927 — «Бронепоезд 14-69» Всеволода Иванова. Режиссёр: Н. В. Петров — начальник бронепоезда капитан Незеласов[4]
- 1927 — «Волки и овцы» А. Н. Островского — Чугунов

### Фильмография
1. 1916 — Не убий — миллионер Калабухов
2. 1916 — Проданная слава — Арсеньев, писатель
3. 1916 — Старость Лекока — Тольбиак
4. 1917 — Смерть богов — Юлиан
5. 1917 — Жизнь, побеждённая смертью — художник Ян
6. 1929 — Смертный номер — счетовод Сидоров
7. 1931 — Шторм — капитан "Ермака"
8. 1932 — Победители ночи — капитан "Елизаветы"
9. 1934 — Чудо — профессор Шварц
10. 1934 — Чапаев — полковник Бороздин